# André de Ridder (voetballer)
André de Ridder (Noordwijk, 5 maart 1974) is een Nederlands voetballer die tussen het seizoen 1998 en 2007 negen seizoenen in het betaald voetbal speelde. In zijn jeugd kwam hij uit voor Voetbalvereniging Noordwijk. De Ridder speelde 60 wedstrijden in de Eredivisie en 161 in de Eerste divisie en kwam als middenvelder uit voor Telstar en FC Zwolle. Na het seizoen 2003/04 bij FC Zwolle transfervrij naar FC Den Bosch, alwaar hij zijn contract na een week al beëindigde in verband met reistijd. Daarna vertrok hij naar Stormvogels Telstar.

## Statistieken
| Seizoen | Club                | Land      | Competitie     | Wed. | Goals |
| ------- | ------------------- | --------- | -------------- | ---- | ----- |
| 1998/99 | Telstar             | Nederland | Eerste divisie | 34   | 3     |
| 1999/00 | Telstar             | Nederland | Eerste divisie | 17   | 1     |
| 1999/00 | FC Zwolle           | Nederland | Eerste divisie | 14   | 0     |
| 2000/01 | FC Zwolle           | Nederland | Eerste divisie | 26   | 1     |
| 2001/02 | FC Zwolle           | Nederland | Eerste divisie | 27   | 0     |
| 2002/03 | FC Zwolle           | Nederland | Eredivisie     | 31   | 1     |
| 2003/04 | FC Zwolle           | Nederland | Eredivisie     | 29   | 1     |
| 2004/05 | Stormvogels Telstar | Nederland | Eerste divisie | 32   | 1     |
| 2005/06 | Stormvogels Telstar | Nederland | Eerste divisie | 26   | 0     |
| 2006/07 | Stormvogels Telstar | Nederland | Eerste divisie | 20   | 0     |
| Totaal  | Totaal              | Totaal    | Totaal         | 256  | 8     |

## Erelijst
| Nationaal               |    |         |
| Kampioen Eerste Divisie | 1x | 2001/02 |